# Walcke-Schuldt (Adelsgeschlecht)

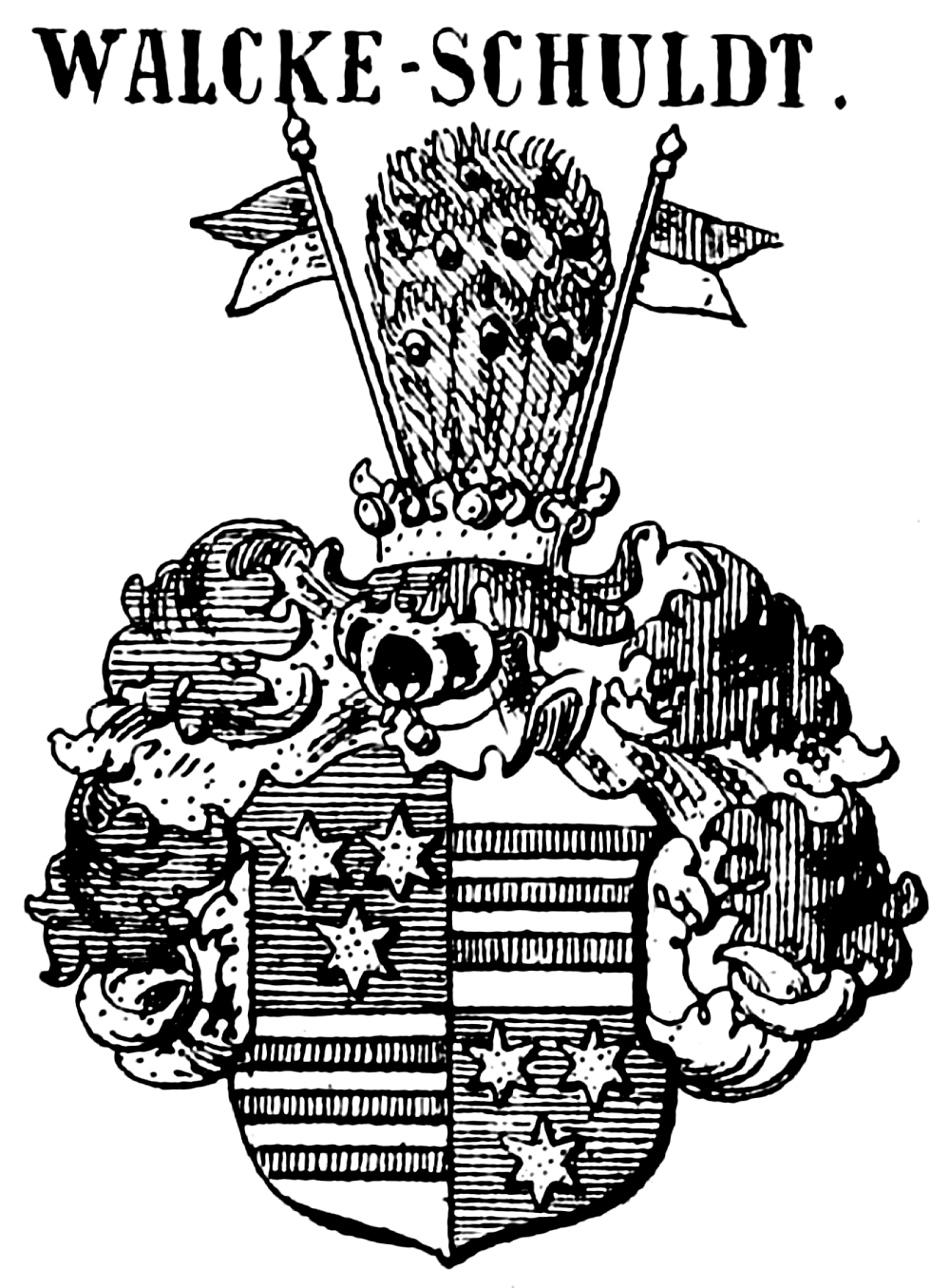
Wappen derer von Walcke-Schuldt

Walcke-Schuldt ist der Name eines preußischen Adelsgeschlechts.

## Geschichte

### Walcke
Die Stammreihe der Walcke beginnt mit Detleff Walcke aus Uddevalla, der dort zwischen 1692 und 1699 nachweisbar ist. Sein Enkel Gerhard Heinrich Walcke (1736–1797) war ein erfolgreicher Kaufmann in Hamburg.

### Walcke-Schuldt

Oskar Ferdinand von Walcke-Schuldt in der Uniform der Lauenburgischen Ritter- und Landschaft, 1887 von Mathilde Block. Er ist dargestellt in der Bibliothek von Gut Goldensee vor einem Porträt des Ahnherrn Johann Wilhelm Schuldt

Er heiratete 1780 Charlotte Schuldt (1760–1841), eine Tochter des Hamburger Kaufmanns Johann Wilhelm Schuldt (1728–1796) und seiner Frau Marie Madeleine, geb. Preye (1735–1815). Die Familie Schuldt stammt aus Zweibrücken und ist mit Heinrich Schuldt in der zweiten Hälfte des 17. Jahrhunderts in Hamburg eingewandert. Johann Wilhelm, sein Enkel, war der Bruder von Johann Andreas Anton Schuldt, preußischer Offizier und zuletzt Generalmajor, der am 24. April 1749 von Friedrich II. von Preußen unter dem Namen von Scholten in den Adelsstand erhoben worden war, aber ohne Nachkommen starb. Johann Wilhelm Schuldt hatte die beiden Allodialgüter Goldensee und Niendorf am Schaalsee (beides heute Ortsteile von Kittlitz) 1770 erworben und 1790 testamentarisch ein Familienfideikommiss errichtet, der 1796 durch Georg III. landesherrlich bestätigt wurde.  Nach seinem Tod 1796 fiel der Nießbrauch des Fideikommisses erst an seine Witwe, dann an seine beiden Töchter, von denen Johanne Elisabeth, verehelichte Sieburg, 1830 ohne Nachkommen starb. Die andere Tochter, Christine Charlotte (1760–1841), hatte 1797 in zweiter Ehe Johann Friedrich Basilius Wehber geheiratet und dieser 1816 den Namen Wehber-Schuldt angenommen. Der Fideikommiss Niendorf und Goldensee kam dann an seinen Stiefsohn Ferdinand Walcke-Schuldt (1788–1856). Dessen Sohn, der Landschaftsrat Oscar Walcke-Schuldt (1828–1908) wurde mit Diplom vom 4. Dezember 1884 als von Walcke-Schuldt in den preußischen Adelsstand erhoben.

### Walcke-Wulffen
Die Nachkommen des Majors Joachim von Walcke-Schuldt (* 1903; † 1944), Sohn des Oberstleutnant Ferdinand von Walcke-Schuldt (* 1872 Goldensee;  † 1943 Hamburg), führen nach der Eheschließung seiner Mutter Margareta gesch. von Walcke-Schuldt geb. Cattien (* 1883 Forst; † 1970 Hamburg) mit Gustav von Wulffen, als dessen Adoptiv- und Stiefsohn, seit 1941 den Namen von Walcke-Wulffen.

### Besitzungen
- 1770–1930 Goldensee
- 1770–1925 Niendorf am Schaalsee

## Wappen
Das 1884 verliehene Wappen ist geviert: Im ersten und vierten Feld finden sich in Blau drei (2:1) goldene Sterne; im zweiten und dritten in Silber drei rote Balken. Auf dem gekrönten Helm mit rechts blau-goldenen und links rot-silbernen Decken ein Pfauenwedel zwischen zwei, rechts von Blau über Gold und links von Rot über Silber geteilten Fähnlein an goldenen Stangen.

## Angehörige
- Oskar Ferdinand von Walcke-Schuldt (1828–1908), Fideikommissherr auf Goldensee und Niendorf, Landschaftsrat im Herzogtum Sachsen-Lauenburg

## Monumente
- Grabkapelle im Gutspark von Goldensee